# Ignacy Krasicki
Ignacy Błażej Franciszek Krasicki (Dubiecko, 3 februari 1735 - Berlijn, 14 maart 1801) was een Pools aartsbisschop en dichter, fabelschrijver, dramaturg, journalist, encyclopedist en vertaler.
Na studies in Rome, werd hij in 1759 tot priester gewijd. Hij keerde kort hierna terug naar Polen en werd daar benoemd tot secretaris van de primaat van Polen. Hij raakte bevriend met de latere koning Stanislaus August Poniatowski en werd benoemd tot zijn persoonlijke kapelaan.
Krasicki wordt beschouwd als een van de belangrijkste dichters van de Poolse Verlichting en vanwege zijn Fabels en  parabels als de Poolse equivalent van  Jean de La Fontaine (1621-1695), de Franse dichter en fabelschrijver. Zijn epitheton ornans was "De prins der dichters".
In 1755 schreef hij zijn eerste roman, Avonturen van Nicolas Doswiaczynski die beschouwd wordt als de eerste "moderne" roman die in Polen werd gepubliceerd. Hij is ook de schrijver van de Monachomachie (de oorlog der monniken), een parodie op een heroïsch gedicht, dat bij zijn verschijning een schandaal veroorzaakte. Van hem is de bekende zin Het is beter van mening te verschillen in vrijheid, dan akkoord te zijn achter de tralies, uit de fabel de kardoen en de merel.
Krasicki was sinds 1765 bisschop van Ermland en sinds 1795 aartsbisschop van Gniezno en bijgevolg primaat van Polen. Hij vertaalde ook uit het Frans en uit het oudgrieks.

## Werken
- Myszeis (Muiseade) 1775
- Mikołaja Doświadczyńskiego przypadki (De  avonturen van Mikolaj Doświadczyński) 1775
- Pan Podstoli  1778
- Monachomachia (Oorlog der monniken) 1778
- Bajki i Przypowieści (Fabels en parabels), 1779
- Antimonachomachia 1780.

- Bibsys: 90760844
- Biblioteca Nacional de España: XX1006935
- Bibliothèque nationale de France: cb12096761w (data)
- CiNii: DA09791426
- Gemeinsame Normdatei: 119193310
- International Standard Name Identifier: 0000 0001 0911 9858
- Library of Congress Control Number: n50074060
- Nationale Bibliotheek van Letland: 000227600
- Nationale Bibliotheek van Tsjechië: jn20020423008
- Nationale bibliotheek van Australië: 35040762
- Nationale Bibliotheek van Israël: 987007264179605171
- Nationale Bibliotheek van Polen: a0000003658312
- Nationale en Universitaire bibliotheek Zagreb: 000048708
- Nederlandse Thesaurus van Auteursnamen: 070236895
- Réseau des bibliothèques de Suisse occidentale: 02-A003472460
- Russische Staatsbibliotheek: 000134213
- Istituto Centrale per il Catalogo Unico: MILV111269
- Système universitaire de documentation: 029315328
- Trove: 809268
- Virtual International Authority File: 68957463
- WorldCat: E39PBJdWPDPdDkKBbV8v8Y4jG3